# 귀향 (1978년 영화)
《귀향》(영어: Coming Home)은 1978년 개봉한 미국의 로맨틱 전쟁 드라마 영화로, 핼 애슈비가 감독을 맡았다. 제51회 아카데미상 각본상(월도 솔트, 로버트 C. 존스, 낸시 다우드), 남우 주연상(존 보이트), 여우 주연상(제인 폰다) 수상작이다.

## 출연진
- 제인 폰다 - 샐리 하이드 역
- 존 보이트 - 루크 마틴 역
- 브루스 던 - 밥 하이드 대위 역
- 퍼넬러피 밀퍼드 - 바이 먼슨 역
- 로버트 캐러딘 - 빌 먼슨 역
- 로버트 긴티 - 딩크 모블리 병장 역
- 메리 그레고리 - 마사 비커리 역
- 캐슬린 밀러 - 캐시 덜리스 역
- 비슨 캐럴 - 얼 델리스 대위 역
- 윌리 타일러 - 버질 역
- 루 커렐로 - 보조 역
- 찰스 사이퍼스 - 피위 역
- 올리비아 콜 - 커린 역
- 트리사 휴스 - 더그루트 간호사 역
- 브루스 프렌치 - 링컨 의사 역
- 메리 잭슨 - 플리타 윌슨 역
- 리처드 로슨 - 팻 역
- 리타 태거트 - 존슨 역
- 팻 콜리 - 해리스 역
- 데이비드 클레넌 - 팀 역
- 마크 매클루어 - 고등학교 반장 역

## 기타 제작진
- 미술: 마이클 핼러
- 의상: 앤 로스